# Kohleria warszewiczii
Kohleria warszewiczii là một loài thực vật có hoa trong họ Tai voi. Loài này được (Regel) Hanst. mô tả khoa học đầu tiên năm 1865.